# La Demeure des braves
Pour les articles homonymes, voir Home of the Brave.
Pour plus de détails, voir Fiche technique et Distribution.
La Demeure des braves (titre original : Home of the Brave) est un film américain réalisé par Mark Robson, sorti en 1949.
Il est adapté d'une pièce de théâtre d'Arthur Laurents du même nom, portant sur l'antisémitisme dans l'armée. Le personnage juif y est remplacé par un noir. Il reçoit le prix de l'Office catholique international du cinéma  (OCIC) au Knokke Experimental Film Festival en 1949. Le jury OCIC a été composé par le Jesuit Charles Reinert (Switzerland), le Dominicain Léo Lunders O.P. (Belgium), Bjorn Rasmussen (Denmark), Piero Regnoli (Italy), Pierre Grégoire (Luxemburg), Bertina (The Netherlands) et André Ruszkowski (France). La motivation du jury OCIC:  par son inspiration et sa qualité, ce film contribue au progrès spirituel et au développement des valeurs humaines.  

## Synopsis
Le major Robinson recrute trois volontaires, T.J., Mingo et Finch, pour une dangereuse mission : reconnaître une île du Pacifique occupée par les Japonais. Moss, un spécialiste de topographie, part avec eux. Moss est noir et le groupe l'accueille mal. La mission terminée, Finch est tué et Moss se sentant responsable tombe paralysé.

## Fiche technique
- Titre original : Home of the Brave
- Titre français : La Demeure des braves
- Réalisation : Mark Robson
- Scénario : Carl Foreman
- Directeur de la photographie : Robert De Grasse
- Montage : Harry W. Gerstad
- Musique : Dimitri Tiomkin
- Production : Stanley Kramer et Robert Stillman (producteur associé)
- Pays d'origine :  États-Unis
- Langue : anglais
- Format : Noir et blanc — 35 mm — 1,37:1 — Son : Mono
- Genre : Film dramatique, Film de guerre
- Durée : 88 minutes
- Dates de sortie :
  - États-Unis : 12 mai 1949, puis rediffusé au cinéma en 1955
  - France : 14 septembre 1949

## Distribution
- Douglas Dick : Major Robinson
- Lloyd Bridges : Finch
- James Edwards : Peter Moss
- Frank Lovejoy : Sergent Mingo
- Steve Brodie : T.J. Everett
- Cliff Clark : Colonel Baker
- Jeff Corey : Docteur